# جورج ماير (لاعب رماية)
جورج ماير (بالألمانية: Georg Meyer)‏ هو لاعب رماية ألماني، (ولد في هانوفر في ألمانيا 1868  م).

## وصلات خارجية
- جورج ماير على موقع الاتحاد الدولي (الإنجليزية)
- جورج ماير على موقع اللجنة الأولمبية الدولية (الإنجليزية)
- جورج ماير على موقع أوليمبيديا (الإنجليزية)